# Humpty Dumpty (ER)
Humpty Dumpty is de zevende aflevering van het zesde seizoen van de televisieserie ER, die voor het eerst werd uitgezonden op 18 november 1999.

## Verhaal
Dr. Lawrence verlaat het ziekenhuis om bij zijn zoon te gaan wonen, voordat hij vertrekt redt hij nog een leven van een patiënt. Dr. Kovac krijgt nu een vaste aanstelling van dr. Weaver. 
Dr. Greene wacht op zijn vader die overkomt vanuit San Diego Hij kijkt vreemd op als hij zijn vader niet kan vinden als het vliegtuig geland is. Later blijkt dat zijn vader een andere vlucht genomen heeft om zo geld uit te sparen.
Dr. Corday krijgt een patiënt die verdacht wordt van verschillende verkrachtingen, zij wordt nu verzocht om aan hem de verblijfplaats te vragen van zijn laatste slachtoffer. Zij neemt nu extreme maatregelen om hem te dwingen te praten en kruist al snel de ethische grens.
Hathaway bezoekt Meg Corwin, de hoogzwangere drugsverslaafde vrouw die zij heeft laten arresteren, in de gevangenis en ontdekt dat zij net bevallen is van een zoon. Meg neemt het Hathaway nog steeds kwalijk dat zij haar heeft laten arresteren en laat dit ook blijken.
Dr. Finch krijgt een tiener onder behandeling die een alcoholverslaving heeft, zij krijgt weinig hulp van zijn moeder die alles wegwuift. 
De SEH wordt overspoeld met een gospelkoor omdat de dirigent medische hulp nodig heeft. Hij wil helaas niet wachten op de uitslag en vertrekt met het koor. Als Lucy Knight uiteindelijk de uitslag binnenkrijgt blijkt het ernstiger dan gedacht en baalt nu dat de patiënt weg is.
Dr. Carter laat blijken dat hij meer verantwoordelijkheden wil op de SEH.

## Rolverdeling

### Hoofdrollen
- Anthony Edwards - Dr. Mark Greene
- John Cullum - David Greene
- Noah Wyle - Dr. John Carter
- Laura Innes - Dr. Kerry Weaver
- Eriq La Salle - Dr. Peter Benton
- Alex Kingston - Dr. Elizabeth Corday
- Michael Michele - Dr. Cleo Finch
- Goran Višnjić - Dr. Luka Kovac
- Paul McCrane - Dr. Robert Romano
- Erik Palladino - Dr. Dave Malucci
- Alan Alda - Dr. Gabriel Lawrence
- Scott Jaeck - Dr. Steven Flint
- Kellie Martin - Lucy Knight
- Julianna Margulies - verpleegster Carol Hathaway
- Laura Cerón - verpleegster Chuny Marquez
- Yvette Freeman - verpleegster Haleh Adams
- Conni Marie Brazelton - verpleegster Connie Oligario
- Deezer D - verpleger Malik McGrath
- Gedde Watanabe - verpleger Yosh Takata
- Lily Mariye - verpleegster Lily Jarvik
- Jeannie Lee - verpleegster Vivian
- Lyn Alicia Henderson - ambulancemedewerker Pamela Olbes
- Emily Wagner - ambulancemedewerker Doris Pickman
- Michelle Bonilla - ambulancemedewerker Christine Harms

### Gastrollen (selectie)
- Rosalind Chao -  Dr. Theresa Chow
- Stephanie Dunnam - Dr. McLucas
- Carl Gordon - Mr. Owens
- Roxanne Hart - Mrs. Kottmeier
- Emile Hirsch - Chad Kottmeier
- Leo Rossi - rechercheur Cruson
- Erica Gimpel - Adele Newman
- Martha Plimpton - Meg Corwin
- Chris Ufland - Mr. Perry
- Lawrence Monoson - Dean Rollins